# Mieres (Catalogne)
Pour les articles homonymes, voir Mieres.
Mieres est une commune de la province de Gérone, en Catalogne, en Espagne dans la comarque de Garrotxa.

## Géographie
C'est une commune située dans les Pyrénées, dans le Parc naturel de la Zone volcanique de la Garrotxa, au nord des monts de Finestres, la commune est arrosée par le ruisseau de Mieres et par la rivière Tort, affluent de la Ser.
Les bois qui couvrent son territoire sont composés de pins blancs, de chênes rouvres et de chênes verts.

## Histoire
On trouve trace du nom de Mieres dès 834.
À Mieres eut lieu, en 1484, la deuxième rébellion paysanne (guerra dels remences), dirigée per Pere Joan Sala, les paysans refusant de payer les tributs excessifs qui leur étaient imposés par les seigneurs.

## Démographie
| 1991 | 1996 | 2001 | 2004 | 2006 |
| ---- | ---- | ---- | ---- | ---- |
| 339  | 300  | 318  | 356  | 331  |

## Lieux de peuplement
- Brugueroles
- Mieres
- Ruïtlles
- El Samuntà de Baix
- El Samuntà de Dalt

## Économie
Il s'agit d'une commune agricole, fortement tournée vers la vigne et l'olivier. Concernant l'élevage, les bovins prédominent.

## Lieux et monuments
- Église de Sant Pere : de style baroque
- Église de Santa Maria de Freixa : de style roman
- Église de Ruïtlles : de style roman

### Sources
- (ca) Cet article est partiellement ou en totalité issu de l’article de Wikipédia en catalan intitulé « Mieres » (voir la liste des auteurs).
- Démographie : (ca) Institut statistique de Catalogne
- (ca) La Gran Enciclopèdia en català (tome 13), Edicions 62 (Barcelona ), 2004 (ISBN 84 297 5441 5)